# Erebus glaucopis
Erebus glaucopis är en fjärilsart som beskrevs av Walker 1857. Erebus glaucopis ingår i släktet Erebus och familjen nattflyn. Inga underarter finns listade i Catalogue of Life.